# Edu Albácar
Eduardo Albácar Gallego – noto come Edu Albácar – (Sant Jaume d'Enveja, 16 novembre 1979) è un ex calciatore spagnolo, di ruolo difensore.

## Carriera
Dopo aver giocato in seconda serie con Hercules, Alavés Vitoria, Rayo Vallecano ed Elche, con quest'ultima squadra milita in Primera División nella stagione 2013-2014.

## Palmarès

### Club

#### Competizioni nazionali
- Segunda División (Spagna): 1

Elche: 2012-2013